# NGC 6812
NGC 6812 је лентикуларна галаксија у сазвежђу Телескоп која се налази на NGC листи објеката дубоког неба.
Деклинација објекта је - 55° 20' 49" а ректасцензија 19h 45m 23,9s. Привидна величина (магнитуда) објекта NGC 6812 износи 12,6 а фотографска магнитуда 13,6. NGC 6812 је још познат и под ознакама ESO 185-15, AM 1941-552, PGC 63625.